# Licos (fill de Pandíon)
D'acord amb la mitologia grega, Licos (en grec antic Λύκος, "llop), va ser un heroi, fill de Pandíon i de Pília i germà d'Egeu.
Quan els fills de Pandíon van tornar a Atenes, Licos regnà sobre una part de l'Àtica, però el seu germà Egeu el va expulsar, i ell es va refugiar a Messènia. Allà va ser un sacerdot i endeví molt conegut, i estava al servei de Demèter. Se li atribueix la fundació del culte a Apol·lo Liceu. Va iniciar Afareu en els misteris dels grans déus. Una altra versió diu que va emigrar a Lícia i el fa epònim del país.
L'heroi messeni Aristòmenes (amb el qual col·laborava l'endeví Teocle, de la família dels iàmides) a començaments del segle v aC, va conèixer un oracle de Licos que prometia que amb el temps Messènia, en aquell moment en guerra, recuperaria tota la seva esplendor. Va enterrar llavors una relíquia sagrada que va considerar com la llavor del futur i es llançà a la guerra, que anà guanyant en un primer moment i que li va permetre de resistir l'escomesa dels espartans a la fortalesa d'Eira.